# Al-Hajj
Al-Hajj (arabe : سُورَةُ ٱلْحَجِّ, français : Le Pèlerinage) est le nom traditionnellement donné à la 22e sourate du Coran, le livre sacré de l'islam. Elle comporte 78 versets. Rédigée en arabe comme l'ensemble de l'œuvre religieuse, elle fut proclamée, selon la tradition musulmane, durant la période médinoise.

## Origine du nom
Bien que le titre ne fasse pas directement partie du texte coranique, la tradition musulmane a donné comme nom à cette sourate Le Pèlerinage. Ce terme apparaît au verset 27 : « Et fais aux gens une annonce pour le Hajj. Ils viendront vers toi, à pied, et aussi sur toute monture, venant de tout chemin éloigné ».

## Historique
Il n'existe à ce jour pas de sources ou documents historiques permettant de s'assurer de l'ordre chronologique des sourates du Coran. Néanmoins selon une chronologie musulmane attribuée à Ǧaʿfar al-Ṣādiq (VIIIe siècle) et largement diffusée en 1924 sous l’autorité d’al-Azhar,, cette sourate occupe la 103e place . Elle aurait été proclamée pendant la période médinoise, c'est-à-dire schématiquement durant la seconde partie de la vie de Mahomet, après qu'il a quitté La Mecque. Contestée dès le XIXe par des recherches universitaires, cette chronologie a été revue par Nöldeke,, pour qui cette sourate est la 107e.
Pour les spécialistes, cette sourate est composite, ce qui rend difficile la recherche des différentes strates de son élaboration. Pour Nöldeke, certains passages (v.1-24 ; 43-56...) appartiennent à la prédication de Mahomet tandis que d'autres lui seraient éventuellement postérieurs. Pour Bell, elle s'est construite par ajout successifs.
D'un point de vue formel, cette sourate possède une structure tripartite, autour de l'élément central consacré au pèlerinage. Pour Neuwirth, elle appartient au type de la « sourate rhétorique » ou du sermon.

## Interprétations

Le Al-Hajj sur un rouleau chinois. Ce rouleau de 5m de long est illustré d'une carte intitulée "Routes du Hajj", comportant la grande muraille de chine, La Mecque, Médine, Jérusalem, différents pèlerinages. La légende des illustrations est en chinois, et un sceau portant le nom du calligraphe : Abdallah. Ce rouleau a été fait entre 1850 et 1900. Il est conservé au Khalili Collections.

### Verset 25-37: le Pèlerinage et ses rites
Cette section a pour sujet le pèlerinage (Hajj) autour d'un sanctuaire. Elle évoque ses accès, son rattachement à la figure d'Abraham (dénommé sous le nom d'Ibrahîm dans le Coran), ses rites... Ceux-ci ressemblent aux descriptions du rite hébraïque du Hag, signifiant « faire le tour, tourner en rond puis danser, et ensuite célébrer une fête », évoqué dans le Livre de l'Exode.
L'expression « sanctuaire consacré » est traditionnellement associé à la Ka'aba, qui faisait « sans doute » l'objet d'un culte préislamique. Le terme hanifisme attribué à Abraham fait débat. Il a le sens coranique de « monothéiste » et proviendrait, pour Reynolds, du syriaque hanpa, terme désignant soit un païen soit un « Gentil », dans le sens biblique de « non-juif ». Abraham serait donc, d'après le texte coranique, un monothéiste non-juif (cf. sourate 3, verset 67).

Texte de la sourate (Coran datant de 1874)
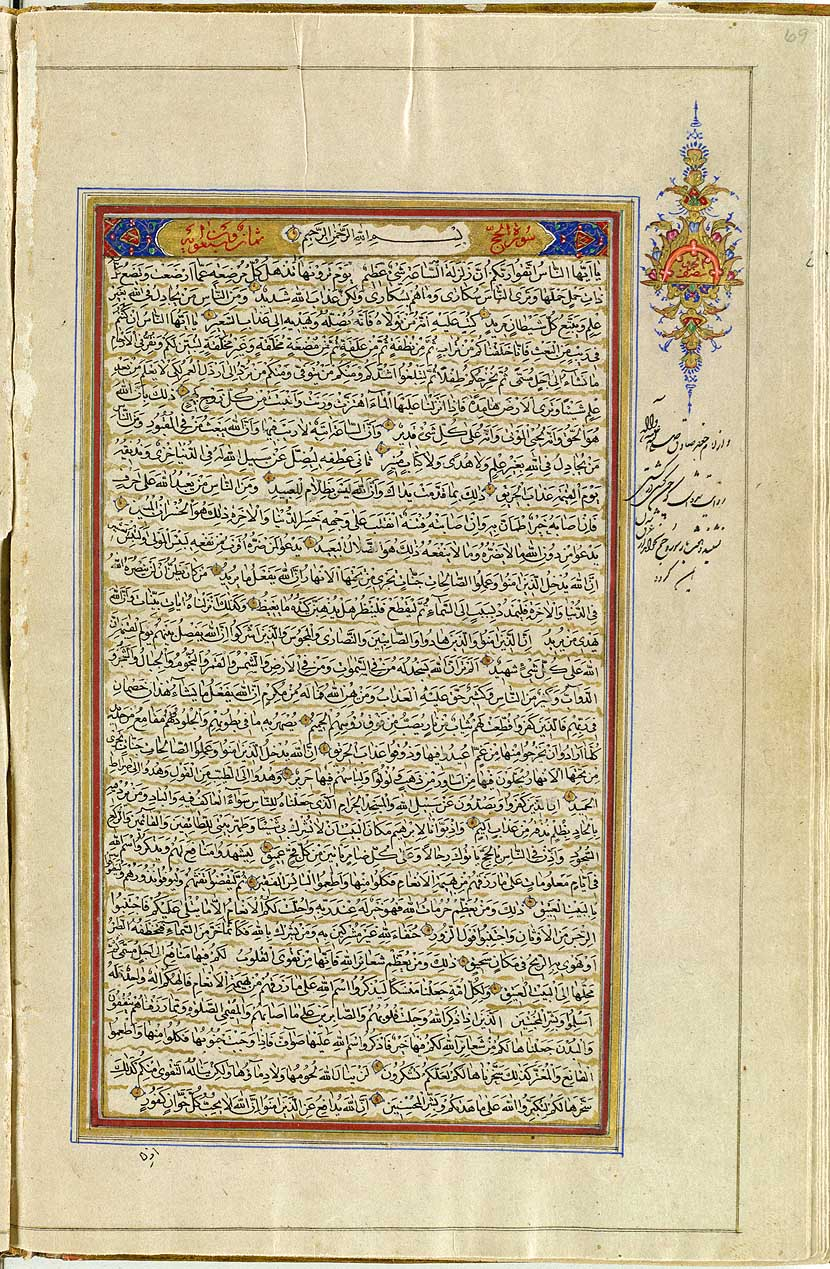
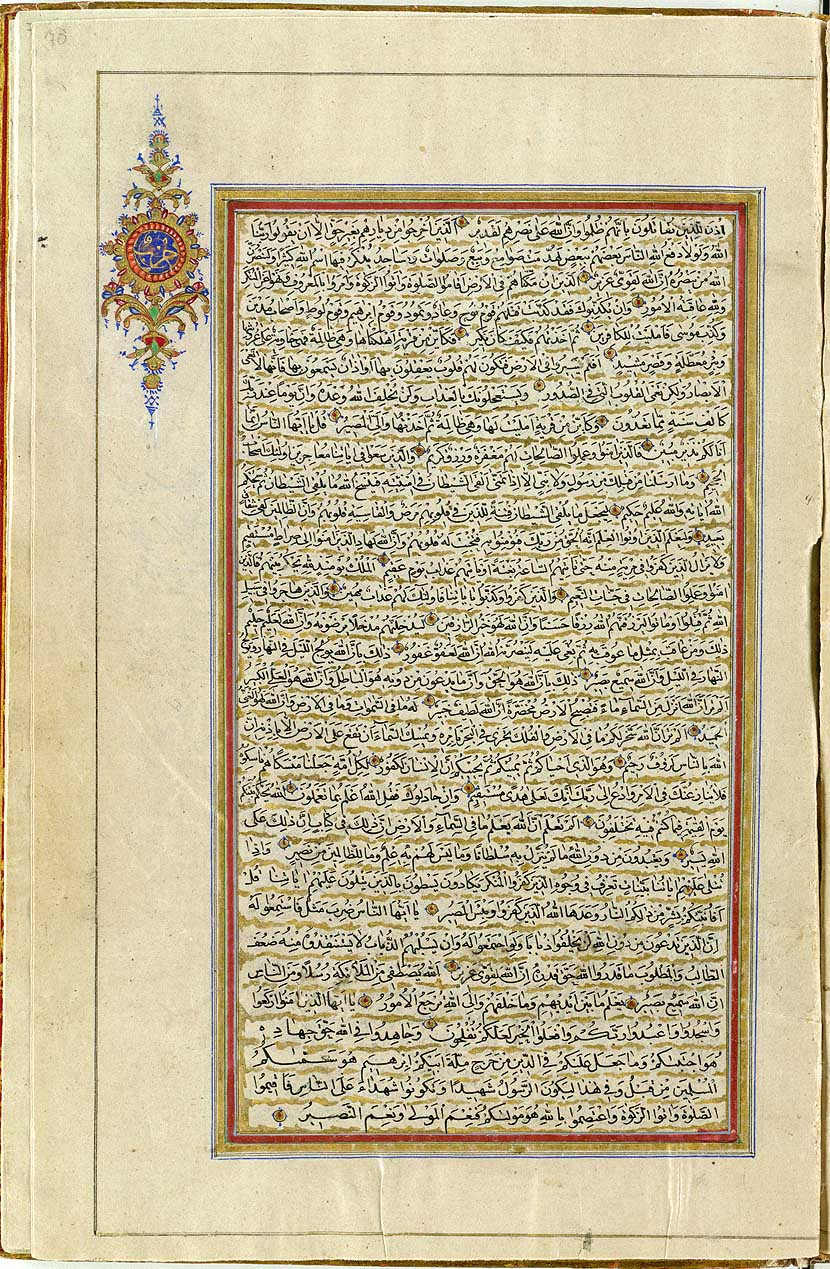